# Championnat de Suisse féminin de football 2011-2012
Navigation
Édition précédente Édition suivante
Le Championnat de Suisse de football féminin 2011-2012 est la 42e édition de la LNA, opposant les dix meilleurs clubs de football féminin en Suisse.
Le format de la compétition se déroule en deux temps. Durant la saison régulière, 10 équipes se rencontrent en match aller et retour. Les 8 premiers font un tour final en divisant les points par deux. Les deux derniers font les play-outs avec les deux premiers de LNB.
Le tenant du titre est le BSC Young Boys.

## Clubs participants
- FC Zürich Frauen
- Grasshopper Club Zürich/Schwerzenbach
- BSC Young Boys
- FC Yverdon féminin
- FC Kriens
- FC Schlieren
- FC Staad
- SC Schwyz
- FC Basel
- FC Saint-Gall

## Classement
| \| FCBâle FC Saint-Gall GC Yverdon FC Zurich SC Kriens Young Boys SC Schwyz FC Schlieren FC Staad \| Localisation des clubs engagés dans le championnat. |
| FCBâle FC Saint-Gall GC Yverdon FC Zurich SC Kriens Young Boys SC Schwyz FC Schlieren FC Staad                                                           |

### Saison régulière
| Rang | Équipe        | Pts | J  | G  | N | P  | Bp | Bc | Diff |
| ---- | ------------- | --- | -- | -- | - | -- | -- | -- | ---- |
| 1    | Zürich        | 50  | 18 | 16 | 2 | 0  | 62 | 9  | +53  |
| 2    | FC Kriens     | 40  | 18 | 12 | 4 | 2  | 48 | 18 | +30  |
| 3    | FC Bâle       | 37  | 18 | 12 | 1 | 5  | 66 | 34 | +32  |
| 4    | FC Staad      | 27  | 18 | 8  | 3 | 7  | 32 | 45 | -13  |
| 5    | Young BoysT   | 22  | 18 | 6  | 4 | 8  | 38 | 31 | +7   |
| 6    | Yverdon       | 20  | 18 | 4  | 8 | 6  | 18 | 25 | -7   |
| 7    | FC Saint-Gall | 20  | 18 | 5  | 5 | 8  | 25 | 46 | -21  |
| 8    | Grasshopper   | 14  | 18 | 3  | 5 | 10 | 10 | 22 | -12  |
| 9    | SC SchwyzP    | 13  | 18 | 4  | 1 | 13 | 17 | 45 | -28  |
| 10   | FC SchlierenP | 9   | 18 | 2  | 3 | 13 | 17 | 54 | -37  |

Légende
- Qualifiés pour le tour final
- Qualifiés pour les barrages maintien-relégation

Abréviations
T : Tenant du titre

P : Promu

### Tour final
| Rang | Équipe        | Pts | J | G | N | P | Bp | Bc | Diff |
| ---- | ------------- | --- | - | - | - | - | -- | -- | ---- |
| 1    | Zürich        | 44  | 7 | 6 | 1 | 0 | 30 | 4  | +26  |
| 2    | FC Kriens     | 33  | 7 | 4 | 1 | 2 | 18 | 9  | +9   |
| 3    | FC Staad      | 27  | 7 | 4 | 1 | 2 | 15 | 18 | -3   |
| 4    | FC Bâle       | 23  | 7 | 1 | 1 | 5 | 9  | 18 | -9   |
| 5    | Grasshopper   | 19  | 7 | 4 | 0 | 3 | 12 | 12 | 0    |
| 6    | Yverdon       | 18  | 7 | 2 | 2 | 2 | 13 | 18 | -5   |
| 7    | Young Boys    | 17  | 7 | 2 | 0 | 5 | 11 | 18 | -7   |
| 8    | FC Saint-Gall | 14  | 7 | 2 | 1 | 4 | 8  | 17 | -9   |

Légende
- Qualifié pour la  Ligue des champions féminine de l'UEFA 2012-2013

Abréviations
T : Tenant du titre

P : Promu

#### Play-out promotion relégation
| Rang | Équipe        | Pts | J | G | N | P | Bp | Bc | Diff |
| ---- | ------------- | --- | - | - | - | - | -- | -- | ---- |
| 1    | FC SchwyzP    | 11  | 6 | 3 | 2 | 1 | 10 | 9  | +1   |
| 2    | FC Thoune     | 9   | 6 | 2 | 3 | 1 | 13 | 11 | +2   |
| 3    | FC SchlierenP | 7   | 6 | 1 | 4 | 1 | 8  | 8  | 0    |
| 4    | Rapid Lugano  | 3   | 6 | 0 | 3 | 3 | 6  | 9  | -3   |

Légende
- Promu en LNA
- Relégué en LNB

Abréviations
T : Tenant du titre

P : Promu

### Classement des buteuses
Mise à jour : 7 mai 2020
|   | Buteuse           | Club       | Buts |
| - | ----------------- | ---------- | ---- |
| 1 | Nadja Hegglin     | SC Kriens  | 23   |
| 2 | Jehona Mehmeti    | Young-Boys | 15   |
| 3 | Fabienne Humm     | FC Zurich  | 13   |
| 4 | Sandra Kälin      | FC Bâle    | 12   |
| 4 | Romana Lendenmann | FC Zurich  | 12   |
| 4 | Claudia Stilz     | FC Staad   | 12   |

Source: Classement des buteuses sur le site de l'ASF (manque joueuses transférées à l'étranger)